# Interféron de type I

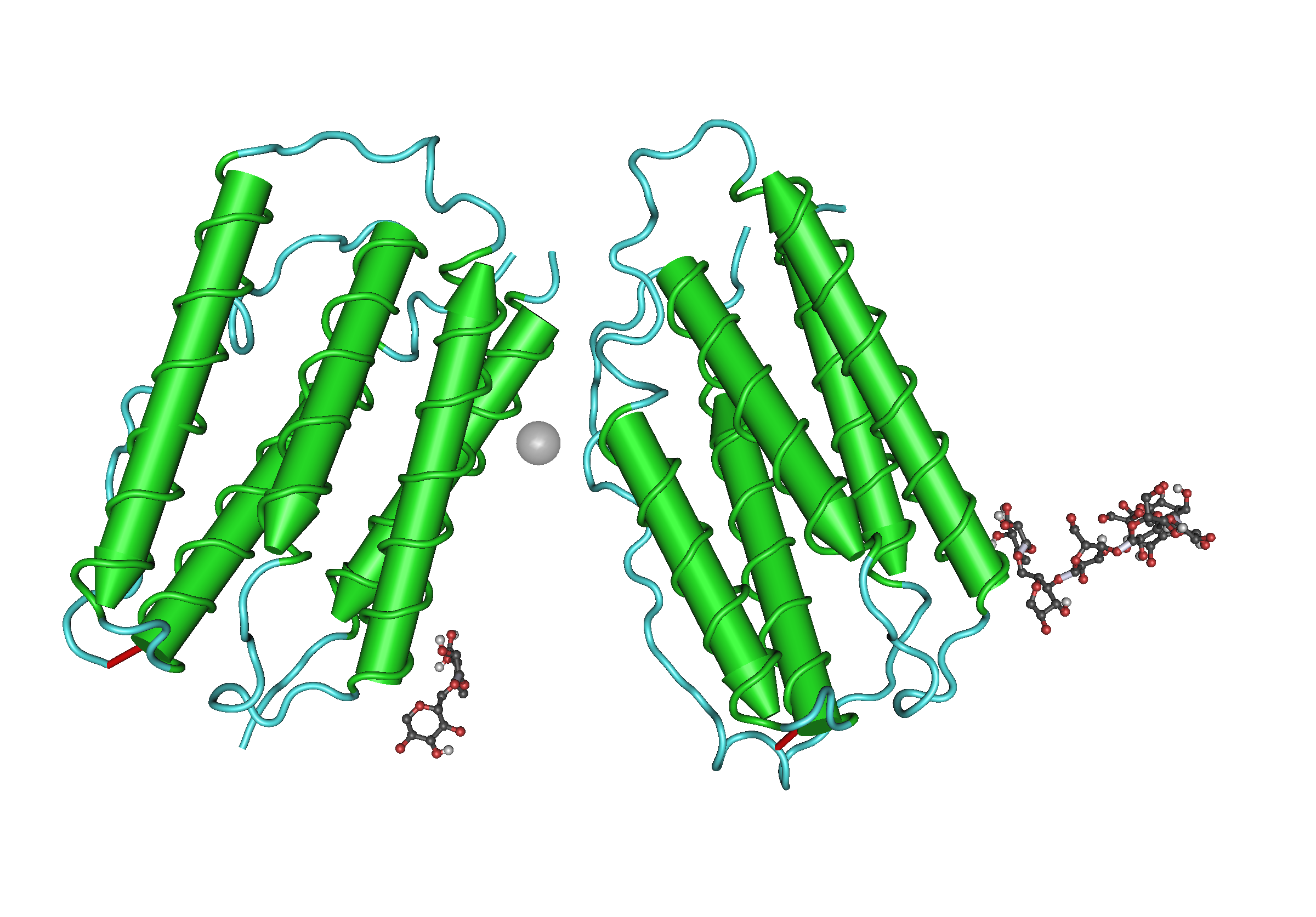
La structure tridimensionnelle de l'interféron humain bêta.

Les interférons humains de type I (IFN) sont un vaste sous-groupe de protéines d'interféron qui aident à réguler l'activité du système immunitaire.
Les interférons se lient aux récepteurs d'interféron. Tous les IFN de type I se lient à un complexe récepteur de surface cellulaire spécifique connu sous le nom de récepteur de l' IFN-α (IFNAR) qui consiste en 2 chaînes: IFNAR1 et IFNAR2.
Les IFN de type I sont présents chez tous les mammifères et des molécules similaires ont été trouvées chez les oiseaux, les reptiles, les amphibiens et les poissons,.

## Types chez les mammifères
Les types d'interféron chez les mammifères sont désignés par IFN-α (alpha), IFN-β (bêta), IFN-κ (kappa), IFN-δ (delta), IFN-ε (epsilon), IFN-τ (tau), IFN- (oméga) et IFN-(zêta, également appelé limitine),.

### IFN-α
Les protéines IFN-α sont produites principalement par les cellules dendritiques plasmocytoïdes (pDC). Elles sont principalement impliquées dans l'immunité innée contre les infections virales. Les gènes responsables de leur synthèse sont répartis en 13 sous-types appelés IFNA1, IFNA2, IFNA4, IFNA5, IFNA6, IFNA7, IFNA8, IFNA10, IFNA13, IFNA14, IFNA16, IFNA17, IFNA17. Ces gènes sont regroupés dans un cluster du chromosome 9.
L’IFN-α est également fabriqué synthétiquement comme médicament dans la leucémie à tricholeucocytes. La dénomination commune internationale (DCI) de ce produit est l'interféron alfa. Le type recombinant est l'interféron alfacon-1. Les types pégylés sont l’interféron alfa-2a pégylé et l’interféron alfa-2b pégylé.

### IFN-β
Les protéines IFN-β sont produites en grande quantité par les fibroblastes. Elles ont une activité antivirale qui intervient principalement dans la réponse immunitaire innée. Deux types d'IFN-β ont été décrits, IFN-β1 (IFNB1) et IFN-β3 (IFNB3) (un gène nommé IFN-β2 est en réalité IL-6). L'IFN-β1 est utilisé comme traitement de la sclérose en plaques car il réduit le taux de rechute. L’IFN-β1 n’est pas un traitement approprié pour les patients atteints de sclérose en plaques de forme progressive et non récurrente.

### IFN-ε, -κ, -τ, -δ et -ζ
Les IFN-ε, -κ, -τ et -ζ semblent se présenter sous une seule isoforme chez l'homme, IFNK. Seuls les ruminants possèdent le gène codant IFN-τ, une variante des IFN-ω. Jusqu'ici, l'IFN-ζ ne se trouve que chez la souris, alors qu'un homologue structural, l'IFN-δ, se retrouve dans un large éventail de mammifères placentaires non primates et non rongeurs. La plupart des mammifères placentaires, mais pas tous, possèdent les gènes fonctionnels codant IFN-ε et IFN-κ.

### IFN-ω
L'IFN-ω, bien que n'ayant qu'une seule forme fonctionnelle décrite à ce jour (IFNW1), possède plusieurs pseudogènes : IFNWP2, IFNWP4, IFNWP5, IFNWP9, IFNWP15, IFNWP18, et IFNWP19 chez l'homme. De nombreux mammifères placentaires non primates expriment plusieurs sous-types d'IFN-ω.

### IFN-ν
Ce sous-type d’IFN de type I a récemment été décrit comme un pseudogène chez l’homme, mais potentiellement fonctionnel dans le génome du chat domestique. IFN-ν est un pseudogène dans tous les autres génomes de mammifères placentaires non félins. Chez certaines espèces, le pseudogène est bien préservé; chez d’autres, il est très mutilé ou indétectable. De plus, dans le génome du chat, le promoteur IFN-ν subit une mutation délétère. Il est probable que la famille du gène IFN-ν ait été rendue inutile avant la diversification des mammifères. Sa présence sur le bord du locus IFN de type I chez les mammifères pourrait l’avoir protégé de l’oblitération, permettant ainsi sa détection.

## Sources et fonctions
L'IFN-α et l'IFN-β sont sécrétés par de nombreux types de cellules, notamment les lymphocytes (cellules NK, cellules B et T), les macrophages, les fibroblastes, les cellules endothéliales, les ostéoblastes et autres. Ils stimulent à la fois les macrophages et les cellules NK à induire une réponse antivirale, impliquant les voies antivirales IRF3/IRF7 et sont également actifs contre les tumeurs. Les cellules dendritiques plasmacytoïdes ont été identifiées comme étant les plus puissants producteurs d’IFN de type I en réponse à l’antigène et ont donc été appelées cellules productrices d’IFN naturelles. Elles expriment aussi le BDCA2 qui est un inhibiteur de l'IFN de type 1.
L'IFN-est libéré par les leucocytes au site d'infection virale ou de tumeurs.
L'IFN-α agit comme un facteur pyrogène en modifiant l'activité des neurones thermosensibles dans l'hypothalamus, provoquant ainsi de la fièvre. Pour ce faire, il se lie aux récepteurs opioïdes et provoque la libération de prostaglandine E2 (PGE 2).
L'IFN-α utilise un mécanisme similaire pour réduire la douleur. L'IFN-α interagit avec le récepteur μ-opioïde pour agir en tant qu'analgésique.
Chez la souris, l'IFN-β inhibe la production de facteurs de croissance par les cellules immunitaires, ralentissant ainsi la croissance tumorale, et empêche d'autres cellules de produire des facteurs de croissance produisant des vaisseaux, bloquant ainsi l'angiogenèse tumorale et empêchant la tumeur de se connecter au système vasculaire.
Chez la souris comme chez l’homme, il est connu que la régulation négative de l’interféron de type I est importante. Il a été constaté que peu de régulateurs endogènes impliquent cette fonction régulatrice importante, tels que SOCS1 et la protéine interagissant avec les récepteurs aryl-hydrocarbonés (AIP),.

## Différences de production d'interféron de type 1 entre homme et femme
Les femmes produisent significativement plus d'interféron de type 1 que les hommes, ce qui explique des réactions immunitaires plus efficaces lors de certaines maladies,,,,,, dont face à la COVID-19.

## Types non mammifères
Les IFN aviaires de type I ont été caractérisés et attribués de manière préliminaire à des sous-types (IFN I, IFN II et IFN III), mais leur classification en sous-types devrait attendre une caractérisation plus poussée des génomes aviaires.
Les IFN fonctionnels de type I de lézard peuvent être trouvés dans les bases de données du génome de lézard.
Les IFN de type I de tortues ont été purifiés (références des années 1970 nécessaires). Ils ressemblent à des homologues de mammifères.
L'existence d'IFN de type I d'amphibiens a été déduite de la découverte des gènes codant leurs chaînes de récepteurs. Ils n'ont pas encore été purifiés ni leurs gènes clonés.
L’IFN de type I de la piscine (poisson osseux) a été cloné pour la première fois chez le poisson-zèbre,, puis chez de nombreuses autres espèces de téléostéens, notamment le saumon et le poisson mandarin,. À quelques exceptions près, et contrairement aux IFN aviaires et surtout mammifères, ils sont présents sous forme de gènes uniques (plusieurs gènes sont toutefois observés dans les génomes de poissons polyploïdes, pouvant résulter d'une duplication du génome entier). Contrairement aux gènes IFN amniote, les gènes IFN de piscine de type I contiennent des introns, dans des positions similaires à celles de leurs orthologues, certaines interleukines. En dépit de cette importante idée, sur la base de leur structure 3D, ces IFN de piscine ont été attribués en tant qu'IFN de type I. Alors que chez les mammifères tous les IFN de type I se lient à un seul complexe de récepteurs, les différents groupes d’IFN de type I de la piscine se lient à différents complexes de récepteurs. Jusqu’à présent, plusieurs IFN de type I (IFNa, b, c, d, e, f et h) ont été identifiés chez des poissons téléostéens avec un seul sous-type parmi les poissons puffer verts et jusqu’à six sous-types chez le saumon, avec en outre un nouveau sous-type identifié, IFNh, chez le poisson mandarin,.

## En médecine
Les interférons de type I interviennent dans plusieurs maladies inflammatoires dont le lupus érythémateux disséminé
. Leurs taux sanguins peuvent être également augmentés dans certaines maladies génétiques. C'est le cas, en particulier, lors d'une mutation sur le gène USP18.
L'anifrolumab est un anticorps monoclonal ciblant l'une des sous-unités du récepteur aux interférons de type I. Il est en cours de test dans le traitement du lupus.